# Epitoxis
Epitoxis là một chi bướm đêm trong họ Erebidae.

## Các loài
- Epitoxis albicincta Hampson, 1903
- Epitoxis amazoula Boisduval, 1847
- Epitoxis ansorgei Rothschild, 1910
- Epitoxis borguensis Hampson, 1901
- Epitoxis ceryxoides Berio, 1941
- Epitoxis duplicata Gaede, 1926
- Epitoxis erythroderma Aurivillius, 1925
- Epitoxis myopsychoides Strand, 1912
- Epitoxis namaqua de Freina & Mey, 2011
- Epitoxis nigra Hampson, 1903
- Epitoxis procridia Hampson, 1898
- Epitoxis stempfferi Kiriakoff, 1953